# Timmermans
Brouwerij Timmermans — бельгийский пивоваренный завод, расположен в Итербееке, производит пиво вида ламбик.

## История
Ранее считалось, что завод был основан в 1781 году Хенриком Ванхейлевейге (нидерл. Hendrik Verheyleweghen) из Дильбека. Однако исследования Рафа Мерта показали, что ещё в 1702 году некий Ян Вандермейлен (нидерл. Jan Vandermeulen) приготовил здесь, в пригороде Брюсселя, первое пиво. Поэтому теперь датой своего основания компания считает 1702 год.
В 1993 году пивоваренный завод купила компания John Martin из Генваля.
Пивоварня Timmermans является частью ассоциации бельгийских семейных пивоваров.

## Награды
В 2015 году пивоварня была удостоена награды World Beer Award.